# Монтале
Монтале (італ. Montale) — муніципалітет в Італії, у регіоні Тоскана,  провінція Пістоя.
Монтале розташоване на відстані близько 260 км на північний захід від Рима, 26 км на північний захід від Флоренції, 8 км на схід від Пістої.
Населення — 10 778 осіб (2014).

## Демографія
Населення за роками:

Станом на 1 січня 2023 року в муніципалітеті офіційно проживало 699 іноземців з 43 країн, серед них 108 громадян країн Євросоюзу та 12 громадян України.

## Сусідні муніципалітети
- Альяна
- Кантагалло
- Монтемурло
- Пістоя